# Réflexes
Pour les articles homonymes, voir Réflexe.
Réflexes est un label indépendant français de rock, anciennement basé à Paris, actif entre 1983 et 1986.

## Histoire
Réflexes est fondé en août 1983 par Patrice Fabien (ex-producteur de CBS), Thierry Bisch, Franck Pinon et Thomas Buisson. À sa création, la politique du label est de privilégier le 45 tours, au détriment du format album, afin d'imposer ses artistes en radio. Ce qui impliquait de signer des artistes ayant un format « pop » ou disposant d'au moins un titre fort dans leur répertoire (par opposition aux artistes dont le style repose davantage sur les climats ou les ambiances).
Les principaux artistes produits par le label dans les années 1980 sont : Les Ablettes (avec leur reprise du titre Tu verras de Claude Nougaro), Les Bandits (premier groupe de Christine Lidon), Les Désaxés (Hervé Zerrouk au chant et Pierre Mikaïloff aux guitares), Gill Dougherty (Moi je Doute, Fric-Frac Noise), Grise Romance, Les Infidèles, Gynette Exotol, Drucila, Tina et les Fairlanes, Ricky Amigos, Ich Libido, Les Corps Caverneux, Fatidic Seconde, David et ses Croquettes, et Follie's.
Il se distingue par le graphisme des pochettes composé de photos retouchées selon une palette de couleurs souvent fluo, faisant le lien entre les années 1980 et les inspirations musicales et graphiques des années 1950-1960. Le label est successivement distribué par Musidisc, EMI et CBS. Entre 1983 et 1984, de nombreuses productions Réflexes seront réalisées au Studio Garage, dans le 20e arrondissement de Paris. Réflexes cesse ses activités fin 1986.